# Nagy-Nyárád
Nagy-Nyárád folyó Maros megyében, Romániában.

## Leírása
A Görgényi-havasokban, a Mező-havas alján keletkező Nagy-Ág illetve Kis-Ág a Nyárádremete községhez tartozó Vármező településnél, a Várhegy lábánál folyik egybe. Ettől a ponttól nevezik a folyóvizet Nagy-Nyárádnak, amely áthalad a Felső-Nyárádmentén.
A Nagy-Nyárádba jobbról a Szato-, Hodos- és Dióság-patakok torkolnak bele, melyek közül a Hodos pataka messze elágazó völgyében, valamint a fővölgyben is számos falu helyezkedik el.
A Bekecsalja felől érkező Kis-Nyárád patakkal Nyárádszereda városnál ömlik össze, s ettől kezdve Nyárád néven folytatja útját a Maros folyóba való beömléséig.
A Nagy-Nyárád a Kis-Nyárádnál jóval vízdúsabb, és hossza megközelíti a 14 km-t.